# Annegret Strauch
Annegret Strauch (n. 1 decembrie 1968, Radebeul, Saxonia, Germania) este o canotoare ce a reprezentat Germania, medaliată olimpică. A participat la 2 ediții ale Jocurilor Olimpice (1988, 1992) în care a câștigat o medalie de aur și o medalie de bronz.